# Sophie Taeuber-Arp
Sophie Taeuber-Arp (født 19. januar 1889 i Davos, Schweiz, død 13. januar 1943 i Zürich) var en schweizisk kunstner, maler og billedhugger, der sammen med sin mand Hans Arp (Jean Arp) var en væsentlig del af kunstretningerne dadaisme og surrealisme.
Sophie Taeuber-Arp blev født i Davos i Schweiz som Sophie Taeuber. Efter forældrenes tidlige død flyttede hun i 1907 til Sankt Gallen, hvor hun begyndte at studere kunst på École des arts décoratifs.
 Senere (i 1910) studerede hun i München på Lehr- und Versuchs-Atelier für angewandte und freie Kunst og i Hamborg, hvor hun gik på kunstakademiet.
1914 flyttede hun til Zürich, hvor hun mødte Hans Arp. I Zürich levede hun dels af at være maler, dels af at designe kunsthåndværk. I 1916 blev hun introduceret til Dada-bevægelsen i Zürich. På denne tid optrådte hun også som danser på Cabaret Voltaire, som var et mødested for kunstnere fra hele Europa, og hun tog timer i ekspressionistisk dans, samtidig med at hun underviste på kunstskolen i byen.
Hun blev 1922 gift med Hans Arp og rejste efterfølgende rundt i verden for at skabe kunst. 1929 flyttede parret til Clamart nær Paris, hvor hun opgav sin lærergerning for helt at hellige sig sin kunst. Kort før de tyske tropper marcherede ind i Paris i 1940 flygtede parret via Nerac og Veyrac til Grasse i Sydfrankrig. Efter et mislykket forsøg på at emigrere til USA kunne de ikke længere blive i Frankrig og besluttede derfor at vende tilbage til Schweiz, hvor Sophie Taeuber-Arp døde af kulilteforgiftning natten mellem den 12. og 13. januar 1943.